# O fantezie a doctorului Ox
O fantezie a doctorului Ox (în franceză Une fantaisie du docteur Ox) este o nuvelă umoristică scrisă de Jules Verne în 1874. A fost publicată în colecția Doctorul Ox, alături de alte povestiri mult mai vechi, unele datând de la începutul carierei lui Jules Verne.

## Povestea
Acțiunea se petrece în Flandra occidentală (Belgia actuală), în orășelul imaginar Quiquendone. De secole, locuitorii acestui orășel sunt sociabili și cu umor, ospitalieri și puțin greoi în exprimare și în gândire.
În acest orășel, savantul nebun cunoscut sub numele de doctorul Ox, împreună cu fidelul său asistent Ygène (alăturarea numelor celor doi dă termenul "oxigen" în limba franceză) propun iluminarea gratuită cu ajutorul unui gaz experimental(gazul oxihidric). Scopul ascuns al doctorului este de a testa efectul acestui gaz, bogat în oxigen, asupra oamenilor, animalelor și plantelor, iar unul dintre primele efecte constatate este creșterea agresivității locuitorilor.
Lucrurile se precipită, iar locuitorii pornesc împotriva satului Virgamen pentru a răzbuna o insultă care datează de șapte secole (o vacă din acel sat a păscut câteva clipe pe pășunea orășelului Quiquendone). Accidental, oxigenul și hidrogenul se amestecă, ducând la explozia uzinei doctorului Ox și la terminarea experimentului.

### Capitolele nuvelei
- Capitolul I – În care se arată că degeaba cauți chiar pe cele mai bune hărți orășelul Quiquendone
- Capitolul II – Unde primarul van Tricasse și consilierul Niklausse se întrețin despre nevoile orașului
- Capitolul III – Unde comisarul Passauf își face o intrare pe cât de zgomotoasă, pe atât de neașteptată
- Capitolul IV – Unde doctorul Ox se arată a fi un fiziolog de seamă și un experimentator îndrăzneț
- Capitolul V – Unde primarul și consilierul se duc să facă o vizită doctorului Ox și care sunt urmările
- Capitolul VI – Unde Frantz Niklausse și Suzel van Tricasse își fac câteva proiecte de viitor
- Capitolul  VII – Unde andantele devine allegro și allegro-ul devine vivace
- Capitolul VIII –Unde vechiul și solemnul vals german se schimbă în vârtej
- Capitolul IX – Unde doctorul Ox și discipolul său Ygène nu-și spun decât câteva cuvinte
- Capitolul X – În care se va vedea cum epidemia cuprinde tot orașul și efectele pe care le produce
- Capitolul XI – Unde quiquendonezii iau o hotărâre eroică
- Capitolul XII – În care discipolul Ygène dă un sfat înțelept, pe care însă doctorul Ox îl respinge cu supărare
- Capitolul XIII – De unde se dovedește din nou că de la înălțime pot fi stăpânite toate slăbiciunile omenești
- Capitolul XIV – Unde lucrurile sunt împinse atât de departe, încât locuitorii din Quiquendone, cititorii și chiar autorul cer un grabnic deznodământ
- Capitolul XV – Unde deodată aflăm deznodământul
- Capitolul XVI – Unde cititorul inteligent vede că a bănuit totul întocmai, în ciuda precauțiilor autorului
- Capitolul XVII – Unde se explică teoria doctorului Ox[1]

## Istoria nuvelei
O fantezie a doctorului Ox a fost citită pentru prima dată în luna ianuarie a anului 1872 în Hôtel-de-Ville din Amiens, apoi a fost publicată în luna martie a aceluiași an în Musée des familles.
Un an mai târziu, autorul permite publicarea nuvelei în Journal d’Amiens. Dacă a ținut ca această apariție rapidă să aibă loc în orașul său adoptiv, asta nu a fost din pricina vanității, ci pentru amuzament, dar din fericire Verne a fost singurul care a râs în barbă. Căci orășelul liniștit Quiquendone nu este, de fapt, Amiens ?
Comparând versiunea originală apărută în Musée des familles cu textul publicat ulterior în colecția lui Hetzel, ies la iveală diferențe importante și semnificative. Picanteria, ironia, satira și erotismul nuvelei a fost cenzurat. Se pune întrebarea dacă aceste corecturi care denaturează opera se datorează lui Hetzel sau scriitorului · ? Totuși, spre deosebire de operele apărute postum, care cunosc două versiuni uneori destul de diferite (cea originală a lui Verne și cea finalizată de fiul său, Michel), dar în cadrul cărora autorul nu mai putea să își dea acordul, nuvela de față cunoaște două versiuni diferite datorate consimțământului lui Jules Verne însuși.
Pesronajul doctorului Ox a reapărut în opera lui Jules Verne zece ani mai târziu, într-o manieră și mai stranie, fiind protagonistul principal (și încarnarea Răului) în piesa Voyage à travers l'Impossible, scrisă în 1882.

## Teme abordate în cadrul nuvelei
- Nebunia savantului, care în cazul de față împrăștie oxigen pur în atmosferă
- Viziunea unei societăți burgheze, întreținută de relațiile dintre primarul van Tricasse și consilierul Niklausse
- Arta lirică, prin reprezentația teatrală a operei Huguenots de Meyerbeer)

## Lista personajelor
| - Grădinarul jardinier van Bistrom - Collaert - D-na Collaert - Simon Collaert - Doctorul Dominique Custos - Lento - Josse Liefrinck - Lotchè Janshéu - Jean Mistrol - Consilierul Niklausse - Frantz Niklausse - Jean Orbideck - Doctorul Ox | - Comisarul Michel Passauf - Sylvestre Pulmacher - Jérôme Resh - Rupp - André Schut - Norbert Soutman - Honoré Syntax - Tatanémance - Primarul van Tricasse - D-na Brigitte van Tricasse - Pélagie van Tricasse - Suzel van Tricasse - Gédéon Ygène, asistentul doctorului Ox |

## Adaptări
- 1877 - Le Docteur Ox - operă bufă în 3 de Arnold Mortier, Philippe Gille și Jules Verne (acesta din urmă anonim)[7], pe muzica lui Jacques Offenbach.
- 1964 - balet de Pierre-Max Dubois, cu un libret de José Bruyr.
- 1998 - Doctor Ox's Experiment - operă în 2 acte de Gavin Bryars, cu un libret de Blake Morrison.
- 2007 - Une fantaisie du docteur Ox - bandă desenată realizată de Mathieu Sapin.

## Traduceri în limba română
- 1924 - "Uzina fermecată" - Ed. I. Negreanu
- 1942 - "Uzina fermecată" (primele 6 capitole) și "Doctor Ox" (restul capitolelor) - în volumul Printre ghețurile eterne, Ed. Cultura Românească
- 1973 - "O fantezie a doctorului Ox" - în Colecția de povestiri științifico-fantastice, nr. 436-438, traducere Sanda Radian
- 1975 - "O fantezie a doctorului Ox" - în volumul Doctorul Ox, Ed. Ion Creangă, Colecția "Jules Verne", vol. 7, traducere Sanda Radian
- 2001 - "Doctor Ox" - în volumul Doctor Ox, Ed. Regis, traducere Bogdan Z. Cosmin, ISBN 978-8373-06-5
- 2003 - în volumul Doctor Ox, Ed. Corint
- 2005 - "O fantezie a doctorului Ox" - în volumul O dramă în văzduh, Ed. Minerva, traducere Ion Hobana, ISBN 973-21-0729-4
- 2008 - "Doctor Ox" - în volumul Doctor Ox. Un oraș plutitor, Ed. Arthur, colecția "Arthur clasic", traducere Ion Hobana și Doina Opriță, ISBN 978-973-88909-2-4
- 2010 - "O fantezie a doctorului Ox" - în volumul Doctorul Ox, Ed. Adevărul, Colecția "Jules Verne", vol. 7, traducere Aurelia-Mihaela Hapaleți, ISBN 978-606-539-145-1